# Onalaska (Wisconsin)
Onalaska is een plaats (city) in de Amerikaanse staat Wisconsin, en valt bestuurlijk gezien onder La Crosse County.

## Demografie
Bij de volkstelling in 2000 werd het aantal inwoners vastgesteld op 14.839. In 2006 is het aantal inwoners door het United States Census Bureau geschat op 16.186, een stijging van 1347 (9,1%).

## Geografie
Volgens het United States Census Bureau beslaat de plaats een oppervlakte van 25,1 km², waarvan 23,6 km² land en 1,5 km² water.

## Plaatsen in de nabije omgeving
De onderstaande figuur toont nabijgelegen plaatsen in een straal van 12 km rond Onalaska.